# Plebiscito de reforma constitucional en materia de seguridad en Uruguay
En Uruguay se realizó un plebiscito de reforma constitucional en materia de seguridad. La consulta se llevó a cabo simultáneamente con las elecciones presidenciales y parlamentarias de 2019.

## Trasfondo de la consulta
Tras una convocatoria del senador Jorge Larrañaga, se organizó un movimiento de recolección de firmas bajo la consigna "Vivir sin miedo", con vistas a introducir cambios en la seguridad pública. Finalmente, logró que suficientes personas firmaran la propuesta y la Corte Electoral validó el plebiscito. Los aspectos más notorios de la reforma propuesta se resumen así:
- Creación de una Guardia Nacional (militar) con efectivos de las Fuerzas Armadas del Uruguay,
- Cumplimiento de las penas (prohibición de libertad anticipada para determinados delitos graves).
- Cadena perpetua revisable
- Allanamientos nocturnos (actualmente, la Constitución uruguaya solo permite los allanamientos diurnos aún con orden judicial).

La instancia no estuvo exenta de polémicas. La validación del plebiscito fue pocos meses antes de la celebración de las elecciones internas de junio —donde su promotor, Jorge Larrañaga, apenas logró 78 450 votos y quedó tercero en la interna del Partido Nacional— por lo que muchos precandidatos opusieron serios reparos a la iniciativa.
Por otra parte, el Instituto de Derechos Humanos llegó a cuestionar la validez de la propia iniciativa; lo que es controvertido por el doctor Juan Andrés Ramírez.

## Apoyos y rechazos
De los 11 candidatos a la presidencia del país, ninguno apoyó esta propuesta de reforma constitucional.
Desde la izquierda, el oficialista Frente Amplio, Unidad Popular y el Partido de los Trabajadores rechazaron esta reforma. No obstante lo cual, el impulsor de la iniciativa, Jorge Larrañaga, insistió en todo momento que "el gobierno le da la razón", por entender que la reforma propuesta convalida a nivel constitucional lo que ya ha estado implementando el gobierno, en particular lo dispuesto por José Mujica en su presidencia. En el resto del espectro político, los candidatos Luis Lacalle Pou y Ernesto Talvi se manifestaron contrarios, pero dejan en libertad de acción a sus militantes. Empero, desde la prensa se ha señalado que posiblemente sean muchos los que proponen medidas parecidas en materia de seguridad ciudadana.
Simultáneamente, algunos docentes y estudiantes universitarios, organizaciones sociales, artistas, deportistas e intelectuales, conformaron una agrupación para llevar adelante una especie de contracampaña, llamada: «Articulación Nacional No a la Reforma». A través del eslogan «No a la reforma, el miedo no es la forma», se instó a realizar un análisis más profundo de la realidad, y las verdaderas raíces de la inseguridad, apelando a la educación, la rehabilitación y la prevención en lugar de la violencia, el miedo o la represión.
El 22 de octubre de 2019, desde las 15 horas, decenas de miles de personas marcharon por 18 de Julio, la calle avenida de Montevideo, en un multitudinario acto contra esta reforma constitucional.
En la última semana de campaña, el expresidente del país Julio María Sanguinetti anunció que votaría a favor de la reforma e indicó que "es una decisión personal y no representa el pensar del Partido Colorado".
El presidente de la República, Dr. Tabaré Vázquez, en el filo del inicio de la veda electoral se manifestó oficialmente en contra de la reforma y aseguró que «confía en la inteligencia del pueblo uruguayo». En este sentido, el presidente uruguayo remarcó que le resulta «curioso que el plebiscito pueda ser aprobado cuando ningún candidato a la presidencia la apoya». Hubo juristas que discutieron acerca de la posibilidad de que Vázquez haya violado la Constitución al pronunciarse sobre el tema.
| Departamento   | SI      |
| -------------- | ------- |
| Artigas        | 60,98 % |
| Canelones      | 43,79 % |
| Cerro Largo    | 54,28 % |
| Colonia        | 48,84 % |
| Durazno        | 57,72 % |
| Flores         | 57,31 % |
| Florida        | 52,32 % |
| Lavalleja      | 60,76 % |
| Maldonado      | 55,26 % |
| Montevideo     | 38,89 % |
| Paysandu       | 50,71 % |
| Río Negro      | 52,03 % |
| Rivera         | 62,03 % |
| Rocha          | 50,53 % |
| Salto          | 53,74 % |
| San José       | 49,77 % |
| Soriano        | 49,65 % |
| Tacuarembó     | 56,4 %  |
| Treinta y Tres | 57,4 %  |

## Resultado
Finalmente, la propuesta de reforma constitucional no fue aprobada, al haber recibido 1.139.433 votos, el 46,83% de la ciudadanía.